# It Comes at Night
It Comes at Night es una película estadounidense de terror postapocalíptica de 2017, escrita y dirigida por Trey Edward Shults. Es protagonizada por Joel Edgerton, Christopher Abbott, Carmen Ejogo, Kelvin Harrison Jr. y Riley Keough.
La película tuvo su estreno en el Overlook Film Festival en Mount Hood, Oregón el 29 de abril de 2017, y fue estrenada en cines el 9 de junio de 2017 en los Estados Unidos, por A24. Fue recibida positivamente por los críticos y ha sido un modesto éxito en la taquilla, recaudando más de $19 millones.

## Sinopsis
Paul es un hombre que vive en una cabaña con su esposa Sarah y su hijo Travis, y que no se frenará ante nada para proteger a su familia de una presencia maldita que les atemoriza desde el exterior de su casa.

## Trama
Una enfermedad muy contagiosa que provoca la muerte azota al planeta. Paul, su esposa Sarah y su hijo adolescente Travis están aislados en su casa en lo profundo del bosque en un lugar no revelado. Después de que el padre de Sarah, Bud, contrae la enfermedad, lo matan y queman su cuerpo en una tumba poco profunda. A la noche siguiente, capturan a un intruso que ingresa a la casa. Paul lo ata a un árbol y le coloca una bolsa en la cabeza durante la noche para confirmar que no padece la enfermedad. El extraño, Will, explica que no sabía que la casa estaba ocupada y que estaba buscando agua fresca para su esposa y su hijo pequeño. Will se ofrece a cambiar parte de su comida por agua. Sarah sugiere llevar a los extraños a su casa, razonando que cuanta más gente, más fácil será defenderse. Paul acepta de mala gana y lleva a Will a recoger a su familia. En el camino, son emboscados por dos hombres. Paul los mata y luego acusa a Will de tenderle una trampa. Will lo convence de que no tiene nada que ver y disipa la desconfianza de Paul.
Paul regresa a su casa con Will, su esposa Kim y su hijo Andrew. Después de explicar las reglas que Paul y Sarah usan para mantenerse a salvo (que incluyen mantener la única entrada cerrada con una llave que Paul usa alrededor del cuello y mantener las excursiones nocturnas al mínimo), las dos familias establecen un sentido de normalidad y comienzan a acercarse. Un día, el perro de Travis, Stanley, comienza a ladrar agresivamente ante una presencia invisible y la persigue hacia el bosque. Travis sigue al perro hacia el bosque antes de que cese repentinamente el ladrido de Stanley. Travis les insiste a Paul y Will que escuchó algo en el bosque. Regresan a casa después de que Paul le asegura a Travis que Stanley conoce el bosque y encontrará el camino a casa. Esa noche, Will aparentemente contradice una historia que le había contado a Paul sobre sus actividades y las de Kim antes de encontrar la casa abandonada. La respuesta de Paul sugiere una creciente desconfianza en Will.
Esa noche, Travis descubre a Andrew durmiendo en el suelo de la antigua habitación de Bud sufriendo una pesadilla. Travis lo lleva de regreso a la habitación de sus padres antes de escuchar un sonido desde abajo. Travis encuentra que la puerta principal de la casa está ligeramente abierta y escucha ruidos. Despierta a Paul y Will. Investigan y encuentran a Stanley sangrando y gravemente enfermo en el suelo. Matan y queman al perro. Después de que Travis revela que la puerta estaba abierta antes de bajar las escaleras, Sarah sugiere que el sonámbulo Andrew abrió la puerta. Kim argumenta la posibilidad a medida que aumentan las tensiones. Paul sospecha que Andrew está infectado y decide que deben permanecer en cuarentena en sus habitaciones separadas durante un par de días para que puedan calmarse y asegurarse de que nadie esté enfermo. Esa noche, Travis se despierta con una pesadilla sobre su abuelo.
A la mañana siguiente, Travis escucha a Andrew llorar constantemente. Kim angustiada le dice a Will que deben irse. Travis les informa a sus padres que Andrew podría estar infectado y, como tal, él también puede estar infectado. Paul y Sarah se ponen guantes y máscaras protectoras, y toman armas para enfrentarse a Kim y Will. Después de que Paul pide que le dejen entrar para ver si Andrew está enfermo, Will saca un arma y se lleva a Paul cautivo. Will insiste en que su familia está sana, repetidamente le dice a Andrew que mantenga los ojos cerrados y le ordena a Paul que se quite la máscara. Will exige que Paul le dé "...una parte justa..." de comida y agua para que puedan irse. Paul y Sarah abruman a Will y lo obligan a él y a su familia a salir. Will ataca a Paul e intenta matarlo a golpes mientras Sarah dispara a Will por la espalda y lo mata. Kim huye hacia el bosque con Andrew. Paul les dispara, matando a Andrew. Kim le ruega histéricamente a Paul que la mate para acabar con todo, y él le dispara matándola también.
Más tarde, Travis se despierta en la cama, visiblemente enfermo. Su madre lo consuela mientras agoniza y finalmente muere. Paul y Sarah, ahora visiblemente infectados, se sientan a la mesa en silencio, sabiendo que también morirán.

## Elenco y personajes
- Joel Edgerton como Paul.
- Christopher Abbott como Will.
- Carmen Ejogo como Sarah.
- Kelvin Harrison Jr. como Travis.
- Riley Keough como Kim.
- Griffin Robert Faulkner como Andrew.
- David Pendleton como Bud.
- Chase Joliet y Mick O'Rourke como los hombres que atacan a Paul y Will.

## Producción

### Concepto
Shults comenzó a escribir la película después de la muerte de su padre como una forma de lidiar con el dolor. A pesar de que la película es posapocalíptica, Shults no miró a otras películas como la inspiración, sino que citó la obra de Paul Thomas Anderson y John Cassavetes y los films Night of the Living Dead y The Shining como inspiraciones. Para el punto posterior, la película tiene algunas influencias del Hotel Overlook de The Shining en que el diseño de la casa es específicamente oscuro y nunca debidamente establecido. Shults lo ha descrito como "este tipo de laberinto" y una metáfora para "la malla de la cabeza de Travis".

### Desarrollo
En mayo de 2015, se anunció que A24 había firmado un contrato de dos películas con Trey Edward Shults, quien escribiría y dirigiría It Comes at Night, mientras que A24 produciría y distribuiría la película. En junio de 2016, Joel Edgerton se unió al elenco de la película. En agosto de 2016, se anunció que Christopher Abbott, Riley Keough y Carmen Ejogo también se habían unido al reparto.

### Rodaje
La fotografía principal comenzó en agosto de 2016 en Nueva York.

## Lanzamiento
La película tuvo su estreno mundial en el Overlook Film Festival en Timberline Lodge, Oregón, el 29 de abril de 2017. La película estaba programada para ser lanzada el 25 de agosto de 2017, pero fue reprogramada para el 9 de junio de 2017.

### Taquilla
It Comes at Night fue lanzada al lado de La momia y Megan Leavey, y se esperaba que recaudara unos $7 millones de 2.533 salas de cine en su primer fin de semana, con la posibilidad de ganar hasta $12 millones. Hizo $700.000 de las previsiones de la noche del jueves y $2.4 millones en su primer día. Terminó debutando con $ 6 millones, acabando en sexto lugar en la taquilla. Deadline.com notó que la mala audiencia del público de la película provocó una caída de las ventas potenciales de sábado y domingo.

### Respuesta crítica
En Rotten Tomatoes, la película tiene un índice de aprobación del 88%, basado en 212 revisiones, con una calificación promedio de 7.4/10. El consenso crítico del sitio dice, "It Comes at Night hace un uso letalmente eficaz de sus atavíos de huesos desnudos, demostrando una vez más que lo que no se ve puede ser tan horrible como cualquier cosa en la pantalla". En Metacritic, la película tiene una puntuación de 78 de 100, basada en 43 críticos, lo que indica "críticas generalmente favorables". Las audiencias encuestadas por CinemaScore dieron a la película una calificación promedio de "D" en una escala de A + a F.
El crítico de cine de Influx Magazine, Steve Pulaski, dijo sobre la película que "It Comes at Night es una obra maestra de la forma, un drama de terror sumamente atractivo que está bien disparado, extraño e increíblemente impetuoso".